# Fränkischer Tag
Der Fränkische Tag (Abkürzung: FT) ist eine der größten Tageszeitungen Oberfrankens und hat seinen Sitz in Bamberg. Die verkaufte Auflage beträgt 38.714 Exemplare, ein Minus von 48,2 Prozent seit 1998.

## Unternehmensdaten
Seit 2009 firmiert der Fränkische Tag als Teil der Mediengruppe Oberfranken. Im Landkreis und der Stadt Bamberg gibt es neben dem Fränkischen Tag (FT) keine weitere Tageszeitung, beide sind damit sogenannte Einzeitungskreise.

## Ressorts
Wie andere Zeitungen besteht der Fränkische Tag aus unterschiedlichen Ressorts.
Nachrichten aus Deutschland, Europa und der Welt werden durch die Nachrichtenagentur dpa und durch Korrespondenten im In- und Ausland geliefert. Der Fränkische Tag legt Wert auf seine eigene lokale Berichterstattung inklusive eines regionalen und überregionalen Sportteils sowie eines Feuilletons.

## Geschichte

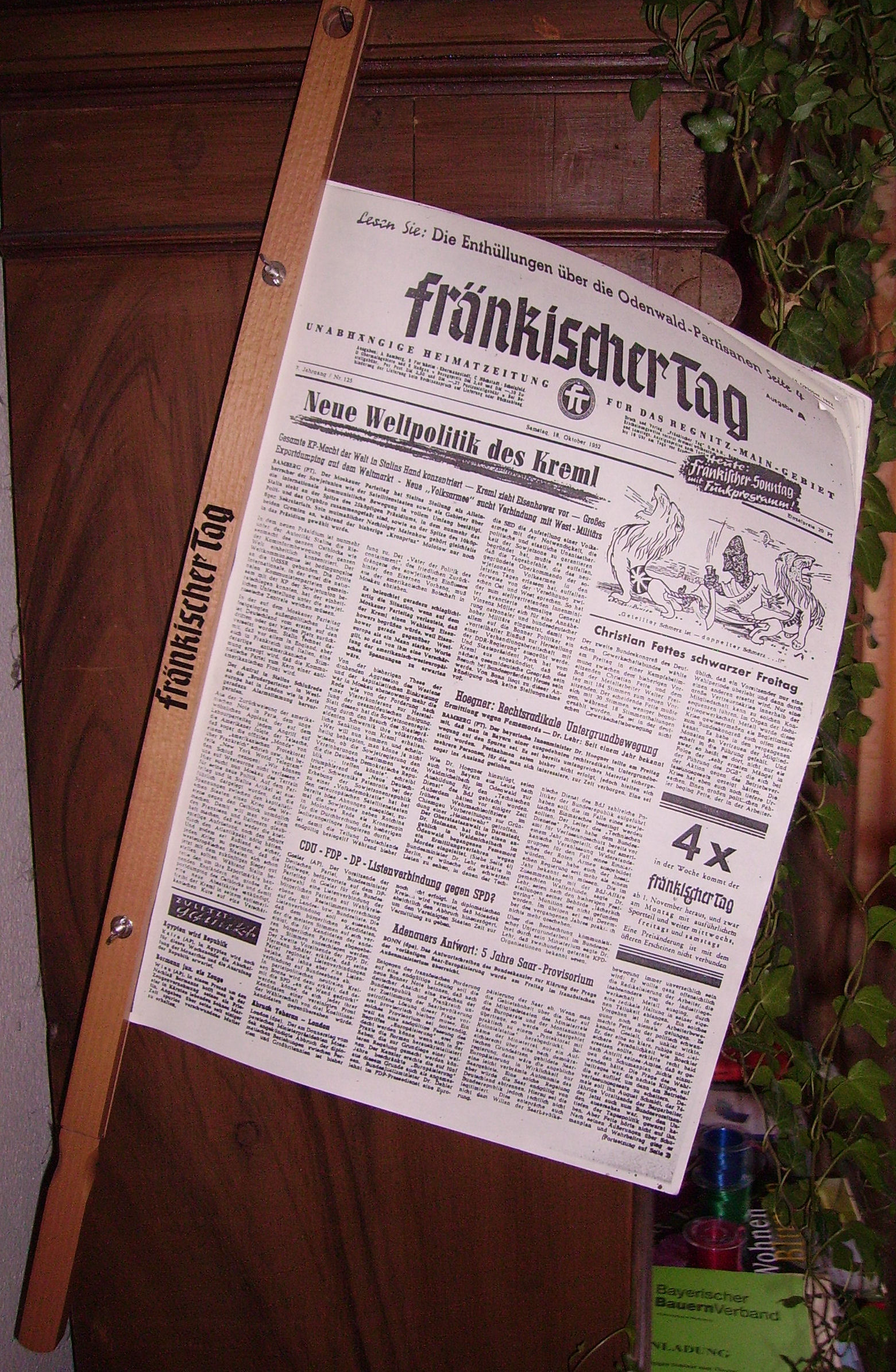
Ausgabe von 1952

Der Fränkische Tag geht auf die fürstbischöfliche Hofdruckerei des Kronacher Druckers Georg Andreas Gertner zurück. Die erste Bamberger Zeitung kam 1754 heraus. Die Zeitung wurde mehrmals umbenannt. Napoleon ließ 1806 die anlässlich der Kriegserklärung an Preußen erlassene Proklamation drucken. 1808 wurde Georg Wilhelm Friedrich Hegels Hauptwerk Phänomenologie des Geistes gedruckt. Die Lokalzeitung Bamberger Tagblatt im Oktavformat entstand 1834.
Das Bamberger Tagblatt fusionierte 1933 mit dem Fränkischen Volk unter dem Titel Bayerische Ostmark. Nach dem Zweiten Weltkrieg erteilen die Alliierten 1945 erneut eine Zeitungslizenz. Die erste Ausgabe des Fränkischen Tages erschien 1946. Bei der Wahl des Namens bediente man sich – dem damaligen Chefredakteur Hans Brey zufolge – bewusst aufklärerischer Metaphorik: Solle die Zeitung doch dabei „mithelfen, Frankens Volk herauszuführen aus der dunklen Nacht nazistischer Irrlehren in den hellen Tag einer neuen Zeit“. (So Brey im ersten Leitartikel des Jahres 1946)
Im Jahr 1970 wurde das Bamberger Volksblatt übernommen. Die Umstellung von Bleisatz auf Lichtsatz erfolgte 1981. Die Zeitung beteiligte sich 1987 auch am Lokalsender Radio Regnitzwelle, ab 1991 Radio Antenne Franken, der später zu Radio Bamberg wurde. Von 1990 bis 1992 wird der Thüringer Tag herausgegeben, der den gleichen Mantel wie der FT hatte und Lokales für Süd- und Ostthüringen enthielt. Ein Engagement im Fernsehen entstand 1996 mit Oberfranken TV. Ein Jahr später wurde ein Online-Auftritt ins Leben gerufen.
2003 verschmolz die Fränkischer Tag GmbH & Co. KG mit der Baumann-Gruppe aus Kulmbach. Damit gehören fortan die Bayerische Rundschau, das Coburger Tageblatt und der Fränkische Tag derselben Verlagsgruppe an. Hinzu kommen der Buch- und Fachverlag sowie die Druckerei der Baumann-Gruppe. Es entstand eines der größten Medienhäuser Nordbayerns. Sechs Jahre nach dem Zusammenschluss firmierten die Medienhäuser Fränkischer Tag und Baumann fortan unter dem gemeinsamen Namen Mediengruppe Oberfranken.
Ein Relaunch des Fränkischen Tags und eine Umstrukturierung der Redaktionsorganisation nach dem Prinzip des Newsdesk erfolgten 2005. Im Jahr 2008 wurde die Zeitungsdruckerei als Pressedruck Oberfranken GmbH & Co. KG ausgegliedert. Seitdem werden neben den Tageszeitungen und Anzeigenblättern der „F“-Verlagsgruppe auch Fremdaufträge gedruckt, z. B. Anzeigenblätter und das Heinrichsblatt, die Kirchenzeitung des Erzbistums Bamberg.
Zum 1. Januar 2019 erhielt der Fränkische Tag (und mit ihm auch die Bayerische Rundschau und das Coburger Tageblatt) einen neuen Chefredakteur. Nach 19 Jahren hatte Frank Förtsch das Unternehmen verlassen. Sein Nachfolger wurde Boris Hächler.

## Auflage
Der Fränkische Tag hat wie die meisten deutschen Tageszeitungen in den vergangenen Jahren an Auflage eingebüßt. Die verkaufte Auflage ist in den vergangenen 10 Jahren um durchschnittlich 4,9 % pro Jahr gesunken. Im vergangenen Jahr hat sie um 8,2 % abgenommen. Sie beträgt gegenwärtig 38.714 Exemplare.
| 1998  | 1999  | 2000  | 2001  | 2002  | 2003  | 2004  | 2005  | 2006  | 2007  | 2008  | 2009  | 2010  | 2011  | 2012  | 2013  | 2014  | 2015  | 2016  | 2017  | 2018  | 2019  | 2020  | 2021  | 2022  | 2023  | 2024  |
| ----- | ----- | ----- | ----- | ----- | ----- | ----- | ----- | ----- | ----- | ----- | ----- | ----- | ----- | ----- | ----- | ----- | ----- | ----- | ----- | ----- | ----- | ----- | ----- | ----- | ----- | ----- |
| 74734 | 74637 | 75266 | 76154 | 75312 | 73796 | 72730 | 71963 | 72561 | 72534 | 72005 | 71759 | 71766 | 70556 | 70580 | 68509 | 66725 | 65066 | 64021 | 61576 | 59709 | 57333 | 54447 | 51689 | 47710 | 43895 | 40289 |

## Ausgaben
| Bezeichnung der Lokalausgabe   | Verbreitungsgebiet                                                    | Verkaufte Auflage |
| ------------------------------ | --------------------------------------------------------------------- | ----------------- |
| Fränkischer Tag (FT) Ausgabe A | Kreisfreie Stadt Bamberg und Landkreis Bamberg                        | 21.142            |
| FT Ausgabe B                   | Landkreis Forchheim, Forchheim                                        | 6634              |
| FT Ausgabe C                   | Landkreis Erlangen-Höchstadt, Erlangen, Herzogenaurach                | 2996              |
| FT Ausgabe D                   | Landkreis Lichtenfels, Lichtenfels, Bad Staffelstein (Oberes Maintal) | 1701              |
| FT Ausgabe E                   | Landkreis Haßberge, Ebern, Zeil am Main                               | 3266              |
| FT Ausgabe K                   | Landkreis Kronach, Kronach                                            | 2975              |
| Gesamt                         |                                                                       | 38.714            |